# Вергасова, Лидия Павловна
Лидия Павловна Вергасова — ведущий научный сотрудник Лаборатории постмагматических процессов Института вулканологии и сейсмологии ДВО РАН, кандидат геолого-минералогических наук.
В 1988 году при ЛГУ им. Жданова под научным руководством докторов геолого-минералогических наук С. К. Филатова и С. И. Набоко защитила диссертацию на степень кандидата геолого-минералогических наук по теме «Минералы эксгаляций и условия их образования на лавовых потоках и шлаковых конусах Большого трещинного Толбачинского извержения». Исследовала последствия Большого трещинного Толбачинского извержения, открыла и описала более 20 новых химических соединений — минералов и др.

### Открытые минералы
Вергасоваит, толбачит, пийпит, ленинградит, софиит, меняйловит, меланоталлит, пономаревит, лесюкит, хлорартинит, аларсит, копарсит, урусовит, филатовит, брадачекит, ламмерит β, аверьевит, пауфлерит, федотовит, камчаткит, ключевскит, алюмоключевскит, влодавецит, набокоит, атласовит, ильинскит, бернсит, хлороменит, георгбокиит, парагеоргбокиит, прьюиттит, аллохалькоселит.